# Зелені відходи
Зелені відходи, також відомі як «біологічні відходи», — це будь-які органічні відходи, які можна компостувати. Зазвичай це сміття з садів, наприклад скошена трава або листя, а також побутові чи промислові кухонні відходи. До зелених відходів не відносяться такі речі, як висушене листя, соснова солома чи сіно. Такі матеріали багаті вуглецем і вважаються «коричневими відходами», тоді як зелені відходи містять високу концентрацію азоту. Зелені відходи можна використовувати для підвищення ефективності багатьох операцій з компостування та додавати в ґрунт для підтримки місцевого кругообігу поживних речовин.

## Збір зелених відходів

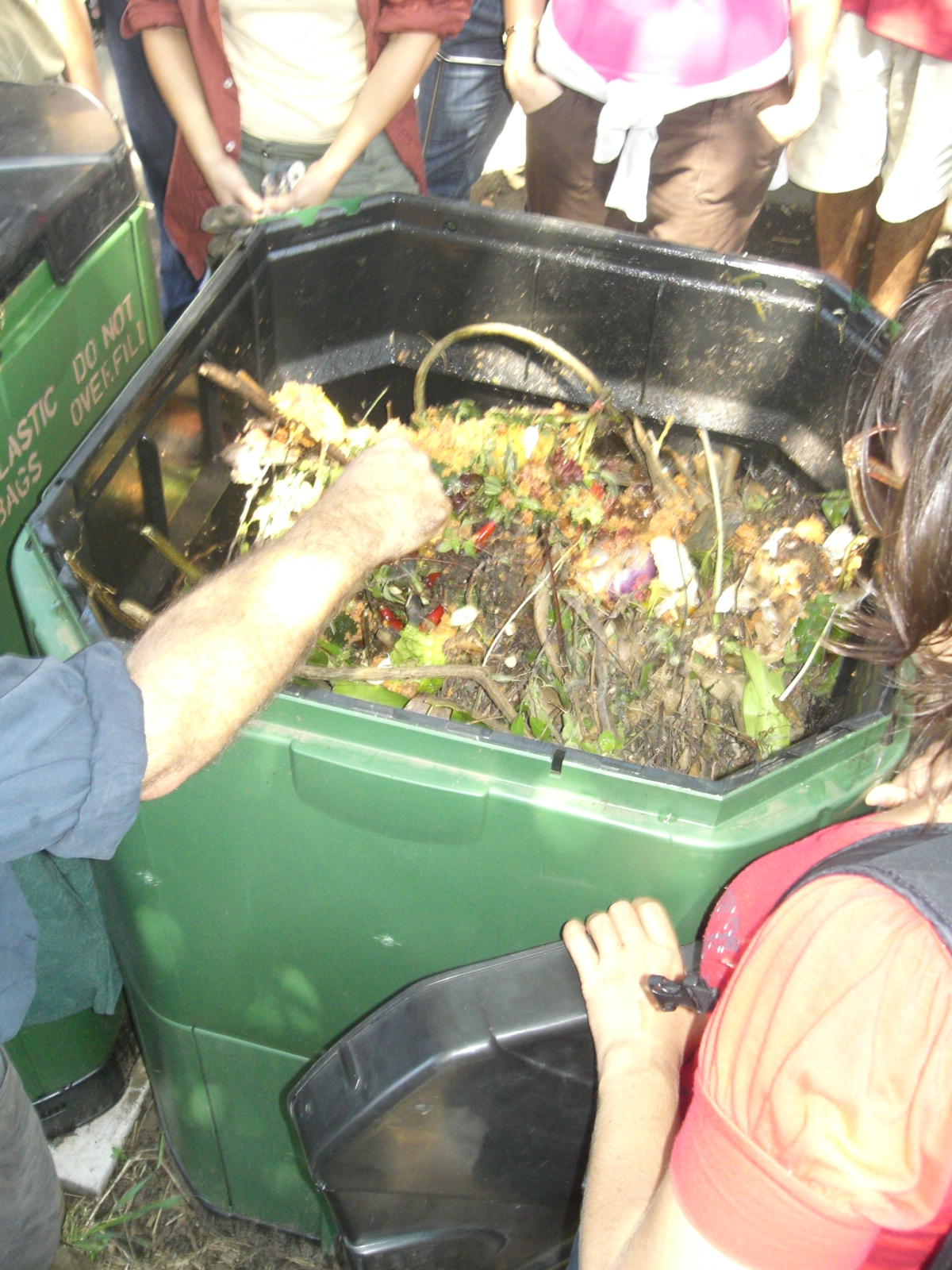
Це урна, наповнена матеріалами, що містять зелені відходи, такі як їжа та обрізки рослин.

Зелене сміття можна збирати за допомогою муніципальних схем збору відходів або через приватні підприємства з утилізації відходів. Багато громад, особливо у Сполученому Королівстві, започаткували програми екологічної переробки та збору відходів, щоб зменшити кількість біорозкладаних матеріалів на звалищах. Громадам надають або можуть надати власні ємності для компосту, які вони заповнюють залишками рослин і їжі, які потім регулярно спорожнюються. Такі програми дозволяють громадам брати активну участь у компостуванні своїх зелених відходів, що дозволяє їм відігравати активну роль у зменшенні кількості їжі, яка викидається на місцеві та регіональні звалища.

## Використання
Зелене сміття можна використовувати для покращення якості та стійкості промислово виготовленого верхнього шару ґрунту, а також для санітарного стану та ефективності очищення стічних вод.

### Ґрунт
Зелені відходи є невід'ємною частиною для багатьох промислових ґрунтів, оскільки вони забезпечують поживними речовинами для вирощування рослин і збільшують об'єм виготовленого верхнього шару ґрунту. Його деревні компоненти не швидко розкладаються, тому вони забезпечують основну масу, необхідну для додаткового верхнього шару ґрунту. Змішування промислових відходів, таких як летюча зола або вугільний пил, із зеленими відходами для створення штучного верхнього шару ґрунту не тільки полегшує перепрофілювання промислового сміття та запобігає його потраплянню на звалища, але також дозволяє поживним речовинам у зелених відходах повертатися назад у навколишнє середовище. Завдяки використанню золи винесення разом із зеленими відходами промислові ґрунти можуть збільшити свою здатність утримувати воду, одночасно переробляючи сміттєві матеріали, які інакше могли б зайняти місце на звалищі. Це дозволяє золі та зеленим відходам підвищувати місцеві рівні поживних речовин у ґрунті та сприяє природним процесам колообіг поживних речовин.

### Відведення стічних вод
Зелене сміття також можна змішувати з каналізаційними відходами та компостувати, забезпечуючи безпечний, екологічно стійкий варіант утилізації стічних вод. Спільне компостування зелених і стічних відходів усуває ризик, що патогени та забруднювачі, що містяться в стічних відходах, можуть становити загрозу для навколишнього середовища. Утилізація стічних вод не тільки зменшує кількість стічних вод, які викидаються щороку, це також сприяє колообіг органічних відходів назад у навколишнє середовище. Спільно компостовані залишки цих органічних відходів можна безпечно використовувати в сільському господарстві. Цей процес зменшує кількість сміття, що викидається на звалища та інші сховища сміття, і забезпечує повний кругообіг органічних поживних речовин у навколишньому середовищі.

### Відновлювальна енергія

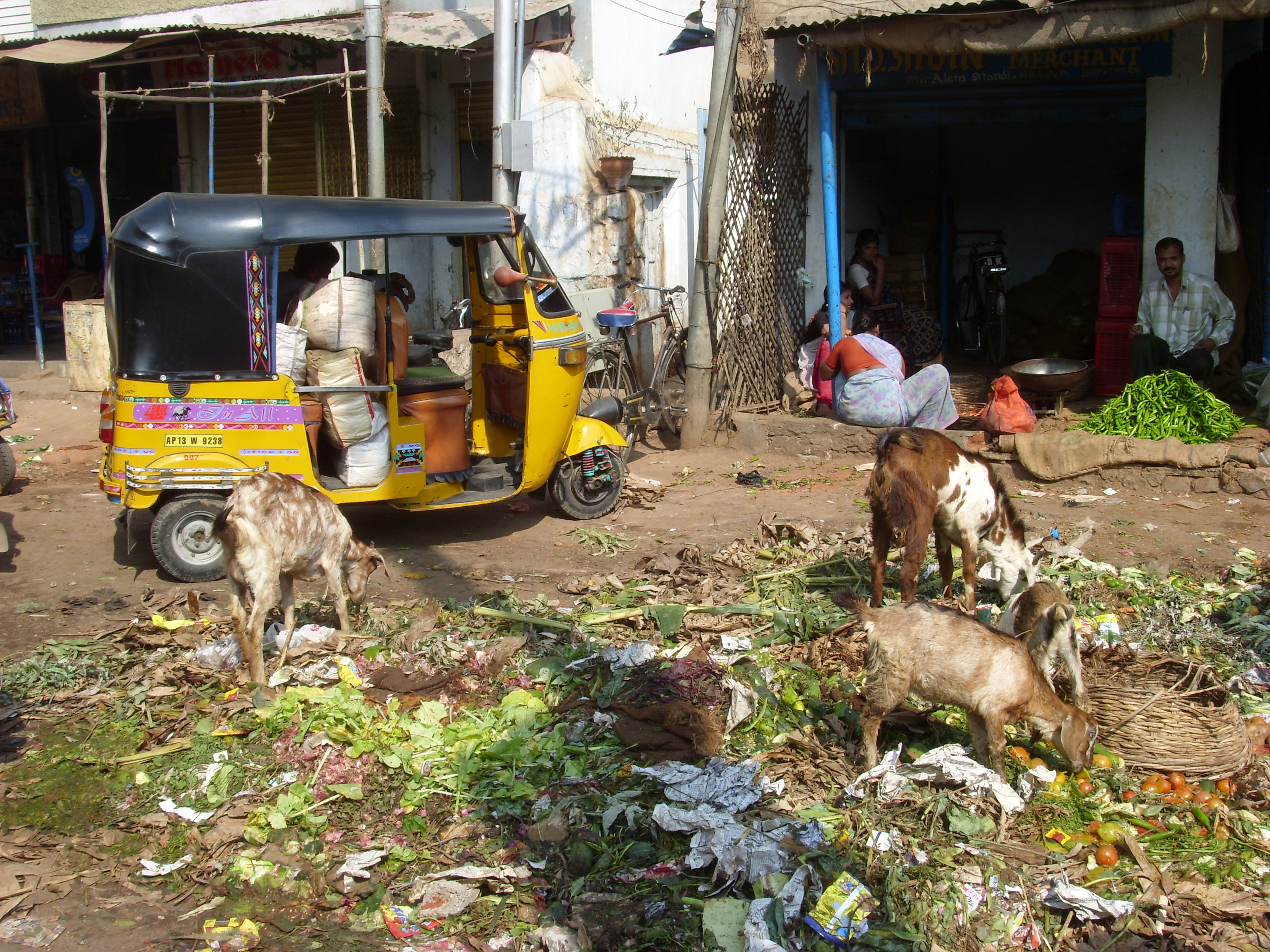
Рослинні відходи викидають на ринок у Гайдарабаді, Індія

Біогаз, отриманий із біорозкладаних зелених відходів, можна використовувати як біопаливо. Зелені відходи можуть складатися з технічних культур, які розкладаються з утворенням целюлозного етанолу. Це також може допомогти зменшити потребу в нафтових газах, які при спалюванні утворюють велику кількість парникових газів, таких як вуглекислий газ.

### Здоров'я ґрунту
Компостування зелених відходів також пов'язано з придушенням хвороб, що передаються ґрунтом, таких як згасання і коренева гниль, які вражають великі сільськогосподарські та садівничі підприємства, такі як теплиці та великі ферми. Ця здатність пригнічувати хвороби має позитивні наслідки для менш розвинених країн, які не мають технологій або ресурсів для придбання дорогих добрив.
Додавання до ґрунту компостів, які містять залишки та частинки важких металів, може підвищити вміст важких металів у ґрунті та збільшити ймовірність переходу цих металів у культурні рослини. Коли біологічні або зелені відходи додають до цих зразків ґрунту, поглинання рослинами важких металів зменшується. Це може захистити споживачів і навколишнє середовище від біозбільшення, спричиненого довгостроковим накопиченням частинок важких металів у ґрунті та рослинах місцевості.